# Michael Boris Green
Michael Boris Green (* 22. Mai 1946) ist ein britischer Physiker und ein Pionier der Stringtheorie.

## Leben
Michael Green wurde 1970 an der Universität Cambridge promoviert. Er war von 1978 bis 1993 Lektor am Queen Mary College der University of London, 1993 wurde er zum John Humphrey Plummer Professor für theoretische Physik an der Cambridge University berufen. Vom November 2009 bis Mai 2015 war er als Nachfolger Stephen Hawkings Inhaber des Lucasischen Lehrstuhl für Mathematik.

## Lehre
Mit John Schwarz entwickelte er Anfang der 1980er Jahre die Superstring-Theorie. Ihre Veröffentlichung von 1984 über die Aufhebung von Anomalien in Superstring-Theorien mit bestimmten Symmetriegruppen führte zur Ersten Superstring-Revolution. Die Bedingung lieferte starke Einschränkungen für die Konstruktion von GUTs basierend auf Superstring-Theorien.

## Schriften (Auswahl)
- Crossing symmetry and duality in strong interactions. University of Cambridge, 1970. (Dissertation)
- Unification of forces and particles in superstring theory, Nature, Band 314, 1985, S. 409
- Superstrings, Scientific American, September 1986, Online
- mit John Schwarz und Edward Witten: Superstring theory. Cambridge University Press, 2 Bände, 1987.
  - 1. Introduction. Cambridge [u. a.], ISBN 0-521-32384-3, ISBN 0-521-35752-7.
  - 2. Loop amplitudes, anomalies and phenomenology. Cambridge [u. a.], ISBN 0-521-32999-X, ISBN 0-521-35753-5.
- mit David Gross (Herausgeber) Unified String Theories, World Scientific 1986 (Konferenz Santa Barbara 1985, darin von Green: Lectures on Superstring Theory)

## Auszeichnungen
- Maxwell-Medaille, Institute of Physics, UK (1987)
- William-Hopkins-Preis, Cambridge Philosophical Society (1987)
- Dirac-Medaille (ICTP), International Centre for Theoretical Physics (1989)
- Dannie-Heineman-Preis für mathematische Physik, American Physical Society (2002)
- Dirac-Medaille (IOP), Institute of Physics, UK (2004)
- Physics Frontiers Prize und Fundamental Physics Prize (2014)
- Royal Medal, Royal Society (2021)